# XD圖像卡

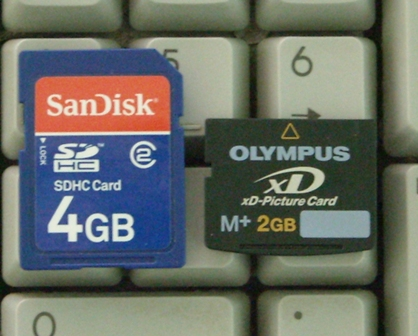
xD卡與SD卡比較

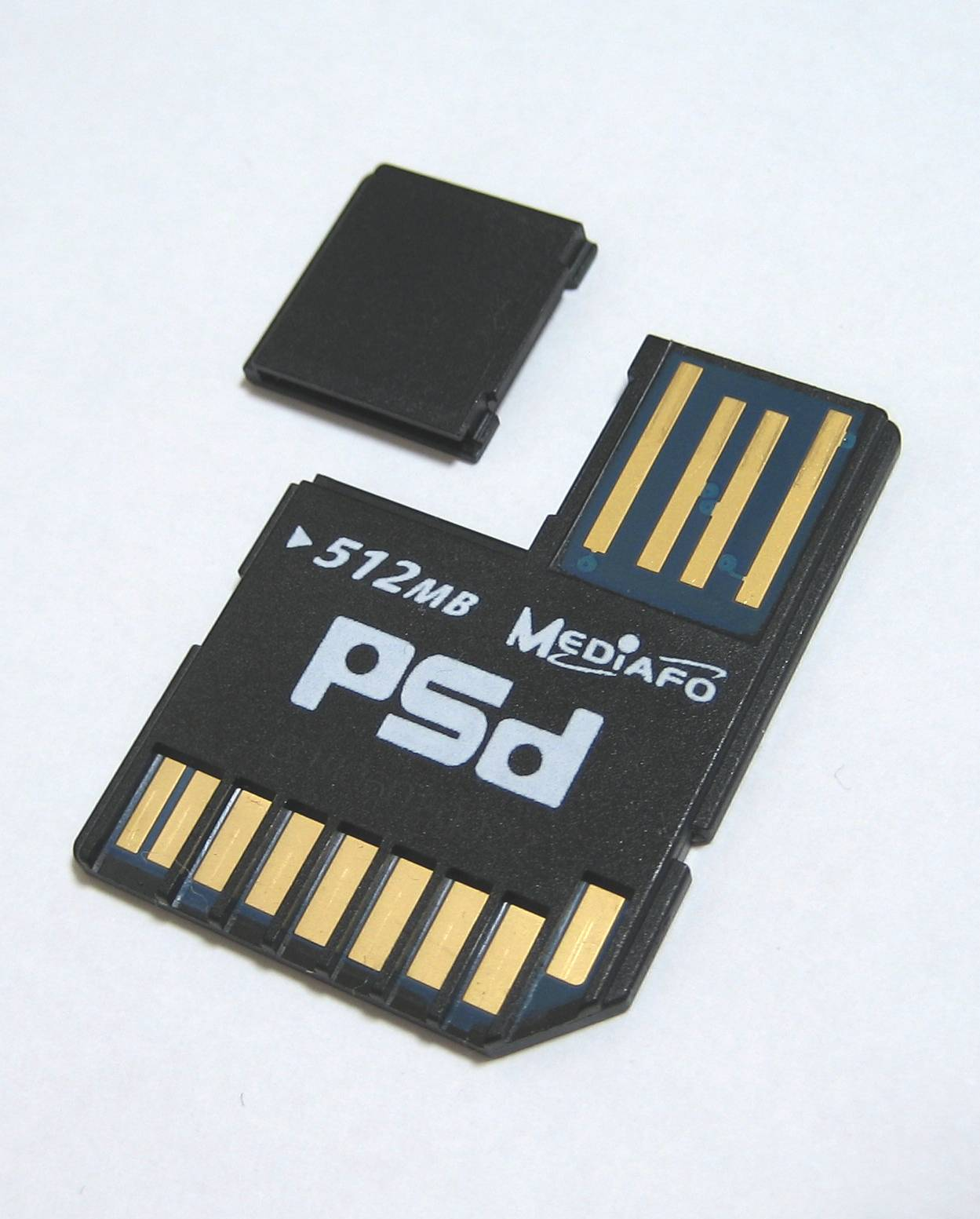
PSD快閃記憶卡

xD圖像卡（Extreme Digital-Picture Card）是一種專門於数码相机的闪存記憶卡，由富士胶卷與奥林巴斯聯合於2002年7月發表，應用於超迷你型數码照相機市場。前述兩公司共同研發以外，东芝亦參与研發，擁有为上述两家公司生产xD卡的授權。其他品牌，如柯达、新帝和雷克沙现在也开始销售xD卡。
富士胶卷與奥林巴斯以往採用SM卡，但因為SM卡本身的容量限制及卡片尺寸而發展受限，因此開發了xD卡以取代它，不过，在内部的电路却还是继承了SM卡的设计概念，只有存储器没有控制电路，所以，为xD卡而设计的控制集成电路也可向下相容3.3V的SM卡。
xD卡在奥林巴斯、柯达、富士胶卷的数码相机上使用。
M型xD卡于2005年推出。基于Multi Level Cell技术来获得比512MB更大的容量。虽然M型xD卡容量最终可以扩展到8GB，但目前仅有1GB一款。
H型xD卡於2005年11月推出。相較於M型xD卡，H型xD卡的主要追求為高速存取速率。目前容量有256MB、512MB、1GB、2GB。
要将照片从xD卡传输到计算机，可以将数码相机插到计算机上（通常使用USB接口），也可以通过读卡器直接从xD卡上读取。
通常為避免與網路語言XD混淆，縮寫為xDPC。

## 理論傳輸速度
圖片可能是從一台數碼相機的USB接口，通過USB傳輸線傳送到個人電腦，或通過讀卡器傳送到個人電腦。在這兩種情況下，電腦把記憶卡作為大容量存儲裝置。
| 類型 | 寫入速度 (MB/s) | 讀取速度 (MB/s) | 容量  | 容量  | 容量  | 容量   | 容量   | 容量   | 容量 | 容量 |
| ---- | --------------- | --------------- | ----- | ----- | ----- | ------ | ------ | ------ | ---- | ---- |
| 類型 | 寫入速度 (MB/s) | 讀取速度 (MB/s) | 16 MB | 32 MB | 64 MB | 128 MB | 256 MB | 512 MB | 1 GB | 2 GB |
| 標準 | 1.3             | 5               | 是    | 是    | 否    | 否     | 否     | 否     | 否   | 否   |
| 標準 | 3               | 5               | 否    | 否    | 是    | 是     | 是     | 是     | 否   | 否   |
| M    | 2.5             | 4               | 否    | 否    | 否    | 否     | 是     | 是     | 是   | 是   |
| H    | 4               | 5               | 否    | 否    | 否    | 否     | 是     | 是     | 是   | 是   |
| M+   | 3.75            | 6               | 否    | 否    | 否    | 否     | 否     | 否     | 是   | 是   |

## 技術資訊
xD卡
- 尺寸：20.0 x 25.0 x 1.7 mm
- 體積：0.85 cm³
- 重量：2.8 g
- 容量：16MB、32MB、64MB、128MB、256MB、512MB、1GB、2GB
- 讀取速率：5.0MB/s
- 寫入速率：1.3MB/s（16MB、32MB），3.0MB/s（64MB以上）
- 耗電量：25毫瓦

M型xD卡（Type M-series）
- 基於MLC（Multi-Level Cell）的新儲存技術
- 容量：256MB、512MB、1GB、2GB
- 讀取速率：4.0MB/s
- 寫入速率：2.5MB/s

H型xD卡（Type H-series）
- 主要訴求為高速存取速率
- 容量：256MB、512MB、1GB、2GB
- 讀取速率：5.0MB/s
- 寫入速率：4.0MB/s

## 相關資料
- SDHC
- RS-MMC卡
- CF卡
- 微型硬碟
- SM卡
- SD卡